# 小島誠志
小島 誠志（おじま せいし、1940年 - ）は日本の牧師である。
1996年に日本基督教団内部の教会派に推されて日本基督教団の総会議長を2002年まで3期6年務めた。1998年3月同性愛の牧師の合格を認めたり、2001年10月9日、アメリカ同時多発テロ事件に対する米国と英国の武力による対応に反対声明を出したりした。2001年7月22日には小泉純一郎内閣総理大臣の靖国神社参拝に対して反対声明を出した。
議長として「伝道の使命に全力を尽くす」「青年伝道に力を尽くす」などの二つの伝道議決をした。引退後は、日本基督教団松山番町教会の牧師を務める傍ら、「日本伝道会」を立ち上げて伝道に取り組んでいる。

## 著書
- 「牧師室の窓から」2008年、日本キリスト教団出版局
- 「喜びも、悲しみも」2007年、 教文館
- 「疲れたものに力を」2006年、 教文館
- 「夜も昼のように」2006年、教文館
- 「神の庭にやすらう」2005年、教文館
- 「愛に根ざして生きる」2004年、教文館
- 「神の朝に向かって」2003年、教文館
- 「わかりやすい教理」1989年、日本キリスト教団出版局